# ダダシュ・ブニアザーデ
ダダシュ・ホジャ・オグルィ・ブニアザーデ（ブニヤザーデ / ブニャザーデ / ビュニャザーデ）（ロシア語: Дадаш Ходжа оглы Буниатзаде (Буниятзаде / Бунятзаде / Буниядзаде / Бунядзаде)、現代アゼルバイジャン語: Dadaş Xoca oğlu Bünyadzadə (Bünyatzadə)、1888年4月8日 - 1938年4月21日）、アゼルバイジャン人の革命家・政治家。姓はブニアト＝ザデ (Буниат-заде)、ビュニャト＝ザデ (Bünyad-zadə) などとも（上記と同様の表記揺れあり）。

## 生涯

### 前半生
1888年4月8日、ロシア帝国バクー県ファトマイの貧しい農家に生まれた。10代前半からバクーの採石場で大工として働き、1904年にはハジ・ゼイナラブディン・タギエフの繊維工場で働いた。地元で初等教育を終えた後はロシア人・タタール人学校に進み、1908年に8か月でトルコ語教育コース夜間部を卒業した。工場で働きながら1908年にボリシェヴィキに加わり、プロパガンダ活動に積極的に参加した。夜間部で引き続きトルコ語を教えるとともにトルコ語新聞とも関係を持ち、イラン立憲革命に際しては『イェニ・ハヤト』紙特派員として現地で活動した（一方、ブニアザーデは文盲であったとの主張も存在する）。1909年に帰国したがチフリスで逮捕され、3か月後に釈放されてバクーに戻った。
『アリ』や『モッラー・ナスレッディーン』にも寄稿し、同年から1911年までは『バクー・ハヤトゥ』など各紙編集者を務めていたが、同年下旬に他の編集者らとともに逮捕されトルキスタンへ追放された。翌1912年に恩赦されてバクーへ戻り、採石場で働きながら署名記事を発表した。その後もバクーとチフリスで地下活動に加わり、1917年3月からヒュンメト臨時委員、7月からボリシェヴィキ系新聞『ヒュンメト』編集者を務めた。バクー・ソビエトメンバーやバクー郡 (ru) 食糧委員も務め、翌1918年5月からバクー郡ソビエト執行委員および反革命・匪賊取締非常全権として、多数のイスラーム聖職者の懲罰・処刑を監督した。バクー・コミューンの崩壊後は7月からアストラハンへ移って党アストラハン県委員となり、また12月から県執行委附属のカフカース・ムスリム問題委員に就いた。『タルトゥス』紙を編集し、1918年11月にモスクワで開催された全ロシア・ムスリム共産主義者会議にも出席し、ボリシェヴィキ中央委ムスリム組織中央局員に選出されている。翌1919年7月には党カフカース地方委員としてザカフカースで地下活動に従事し、バクーで逮捕されたがほどなく釈放された。

### 革命後
アゼルバイジャン共産党組織者の一人ともなり、1920年2月からその中央委員に就き、4月の赤軍のアゼルバイジャン侵攻に際しては、革命委員としてソビエト権力樹立闘争の指導者ともなった。同年から1922年までアゼルバイジャン社会主義ソビエト共和国初代教育人民委員および労農監査人民委員、1922年から翌1923年までは食糧人民委員、人民委員会議副議長、高等経済会議副議長、ザカフカース連邦共和国食糧人民委員を務め、食品税の徴収などに尽力。1923年から1930年まではアゼルバイジャン共和国農業人民委員、人民委員会議副議長、高等経済会議副議長、ゴスプラン議長、ザカフカース綿委議長を務め、農場集団化や播種地拡大、綿花栽培の振興に役割を果たした。1930年3月から1932年10月まで人民委員会議議長に就任。石油産業、機械工学、冶金、農業、科学、文化の発展に貢献し、労働者と農民の福祉を改善している。1929年にアゼルバイジャン農業学院が設立されると、その初代学長を数か月間務めた。1932年から1936年まではザカフカース連邦共和国農業人民委員として、カフカースで多くの犠牲者を出した集団化を推進した。
アゼルバイジャン共和国中央執行委幹部会、ザカフカース連邦共和国中央執行委およびソビエト連邦中央執行委のメンバーも務め、アゼルバイジャン共和国とザカフカース社会主義共和国から労働赤旗勲章も授与されたが、1937年6月20日に逮捕され、翌1938年4月21日に反ソ民族主義テロ組織の指導を理由に連邦最高裁軍事参議会によって死刑判決を下され、同日に他のアゼルバイジャン共和国元高官（ルフッラ・アフンドフ、ミルザ・ダヴド・グセイノフ、スルタン・メジド・エフェンディエフら）と同じく処刑された。その後、1955年12月に名誉回復がなされた。
ブニアザーデの名は、国立経済大学、国立アカデミー民族ドラマ劇場や、バクーの通りに付けられた。